# Freisen (Freisen)
Der Ortsteil Freisen ist der namensgebende Ortsteil der (Einheits-)Gemeinde Freisen im Landkreis St. Wendel im Saarland.

## Geographie
Freisens höchste Erhebung ist der Trautzberg.

## Geschichte
Freisen gehörte um 1790 zum Herzogtum Pfalz-Zweibrücken. Im Januar 1817 kam es zur Bürgermeisterei Berschweiler im Kanton Baumholder (Fürstentum Lichtenberg/Herzogtum Sachsen-Coburg). Am 1. Oktober 1823 wechselte Freisen zur erweiterten Bürgermeisterei Burglichtenberg in Berschweiler (Bürgermeisterei Berschweiler wurde aufgelöst). Bei der Übernahme des ehemaligen Fürstentums Lichtenberg im Jahre 1834 durch das Königreich Preußen als Teil der Rheinprovinz verblieb Freisen (seit dem 1. April 1937 im Landkreis Birkenfeld) bis 1939 bei der Bürgermeisterei bzw. dem Amt Burglichtenberg in Berschweiler. Am 1. April 1939 wurden die Ämter Oberkirchen in Oberkirchen und Burglichtenberg in Berschweiler zum neuen Amt Freisen in Berschweiler vereinigt. Im Sommer 1944 wurde der Verwaltungssitz des Amtes Freisen von Berschweiler nach Freisen verlegt. Am 24. Juni 1947 kam Freisen zum Verwaltungsbezirk bzw. Amt Türkismühle (im Saarland), das am 1. November 1956 in Amt Nohfelden umbenannt wurde.

## Politik

### Ortsvorsteher
- Matthias Bottelberger (FWG)[1]

### Ortsrat
- 11 Sitze (7 FWG, 2 CDU, 2 SPD)